# Spannberg
Spannberg là một thị trấn ở huyện Gänserndorf thuộc bang Niederösterreich nước Áo. Đô thị Spannberg có diện tích 19,51 km², dân số năm 2001 là 983 người.